# Land Rover
Land Rover — автомобилестроительная компания, специализирующаяся на производстве автомобилей повышенной проходимости класса премиум. Была основана в 1948 году в Великобритании, с 2008 года принадлежит индийской компании Tata Motors. Входит в состав группы Jaguar Land Rover.

## История

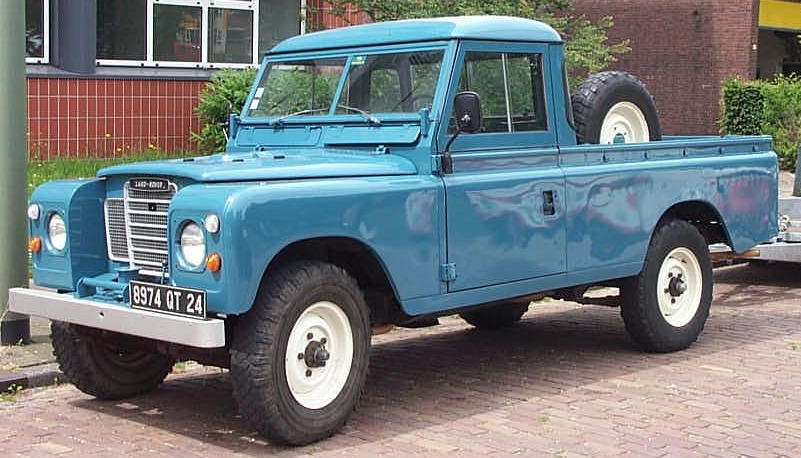
Land Rover 109 Пикап

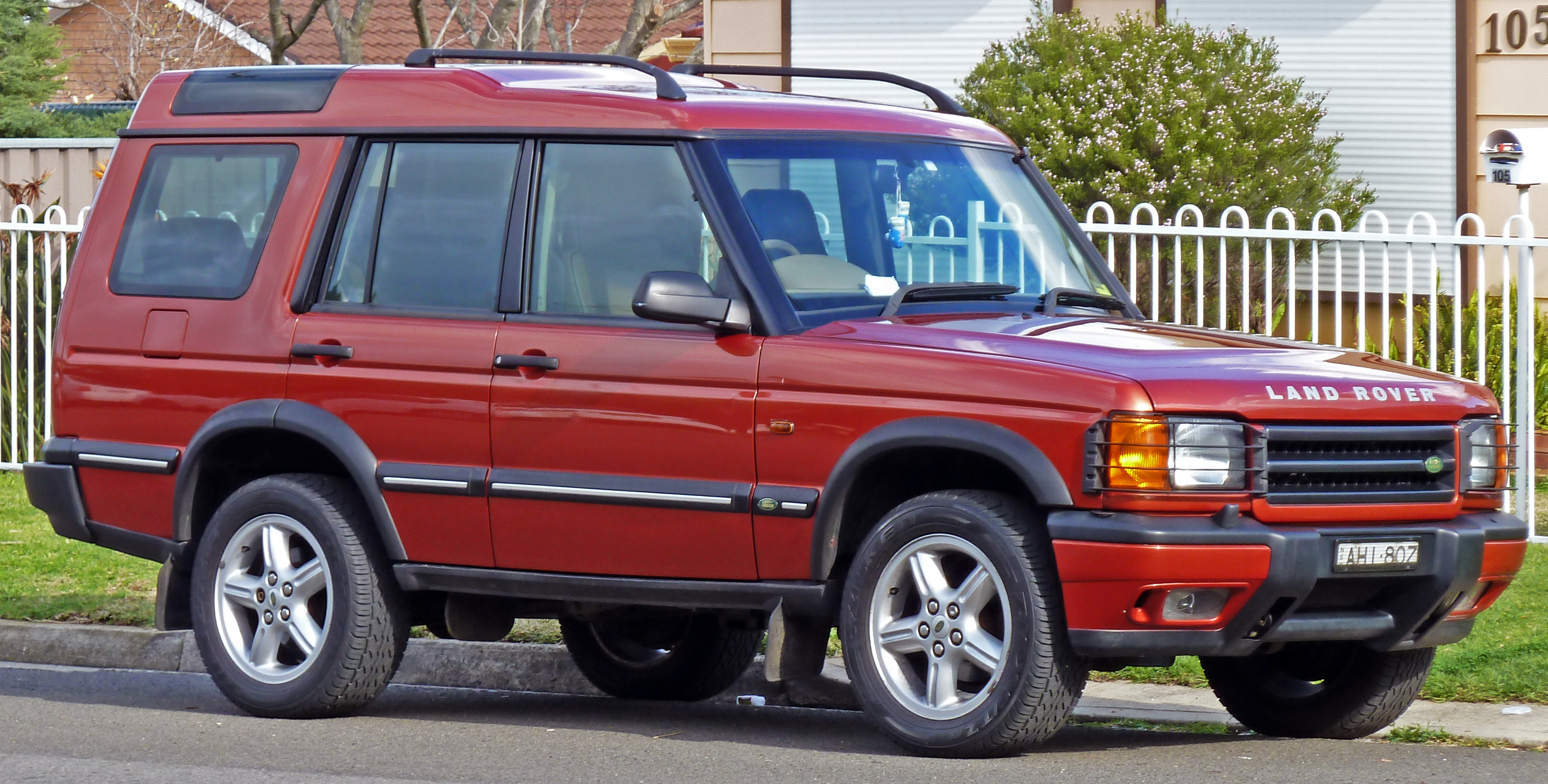
Land Rover Discovery Series II

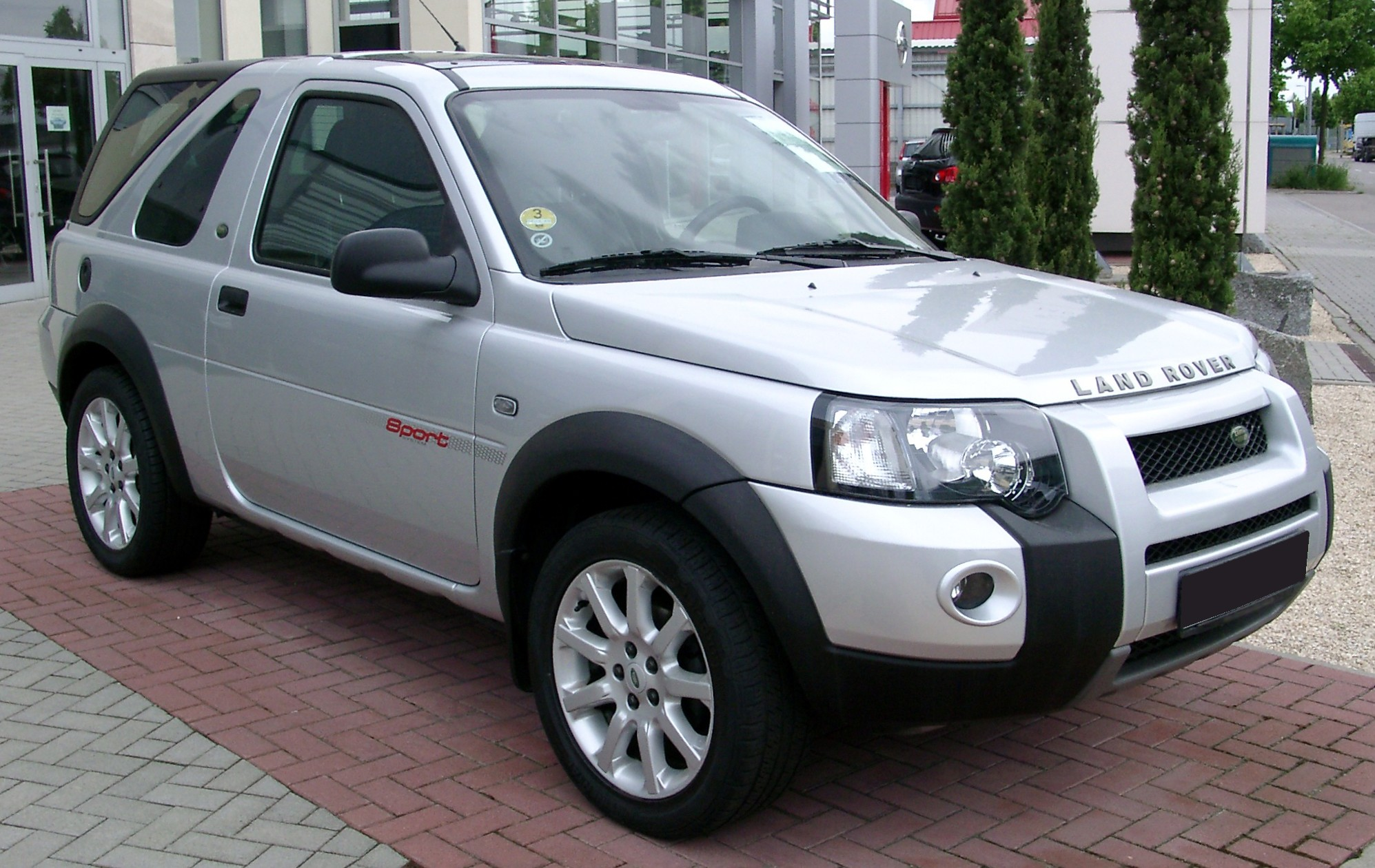
Land Rover Freelander

Создателями первого автомобиля Land Rover являются главный дизайнер британской компании Rover — Морис Уилкс и его брат, исполнительный директор — Спенсер Уилкс. В качестве прототипа для нового внедорожника использовали американский Willys.
В первые послевоенные годы, когда британская промышленность испытывала острую нехватку производственных ресурсов и заказов, важная роль в восстановлении экономики была отведена английскому автомобильному производству. Компания Rover добилась у правительства разрешения на возобновление производства гражданских автомобилей и получила в своё полное распоряжение новый завод Meteor Works в городе Солихалл. Это предприятие было государственным и во время Второй мировой войны производило двигатели для танков и самолётов. На мощностях завода и было решено выпускать новый внедорожник.
Морис Уилкс считал, что данный проект — это идеальный «промежуточный» вариант, который поможет компании Rover продержаться до тех пор, пока правительство не ослабит жёсткие квоты на металл. Вскоре Морис Уилкс придумал для автомобиля-варианта название — «Land Rover».
В 1947 году выпуск истребителей и бомбардировщиков резко сократился: на складах скопилось огромное количество алюминия, и этот металл стал доступнее стали. К тому же, неоспоримые преимущества алюминия — малый вес и устойчивость к коррозии — идеально подходили для автомобиля, который предназначен для эксплуатации в жёстких условиях бездорожья.
Осенью 1947 года появился первый законченный прототип — «Centre Steer». Кузов прототипа был окрашен зелёной краской, которой красили фюзеляжи самолётов. Рама лестничного типа. Двигатель и трансмиссию взяли от легковой модели Rover. Руль, как и следует из названия, расположили по центру. Однако от этого решения вскоре отказались — управлять таким автомобилем на дорогах общего пользования было небезопасно.
После сборки 25 опытных образцов Land Rover был представлен на выставке автомобилей в Амстердаме, проходившей весной 1948 года. Компания Rover поразилась неожиданно огромным интересом к этой модели. Land Rover не стал «промежуточным» вариантом, как это предполагалось братьями Уилкс. В 1948 году количество производимых внедорожников сравнялось, а на следующий год вдвое превысило количество выпускаемых седанов Rover.
Самый первый Land Rover имел номерной знак HUE 166. Впоследствии было выпущено много сувениров с изображением этого номерного знака.
Как только Land Rover обеспечил компании Rover постоянный доход, появилась возможность усовершенствовать имеющуюся модель в соответствии с запросами и пожеланиями клиентов.
В 1950 году была усовершенствована система полного привода: теперь водитель мог с помощью дополнительного рычага переключать трансмиссию, выбирая между приводом на все колёса или задним приводом. Кроме того, заказчикам были предложены различные варианты кузова и колёсные базы различной длины.
Военные, фермеры, работники спасательных и восстановительных служб нашли в Land Rover как раз те качества, которые требовались для выполнения тяжёлой работы. К 1959 году с линий завода сходил уже 250 000-й Land Rover.
В июне 2018 года представители компании Land Rover объявили о начале нового проекта под названием «Cortex», на реализацию которого будет потрачено около 5 миллионов долларов. Целью этого проекта является «создание самоходных автомобилей-роботов, способных самостоятельно перемещаться по бездорожью при любых погодных условиях».
В апреле 2023 года Jaguar Land Rover анонсировала разделении на четыре отдельных бренда: Range Rover, Discovery, Defender и Jaguar.
Новые компании будут ориентированы на производство электромобилей.
Компания также заявила, что в течение следующих пяти лет инвестирует 15 миллиардов фунтов стерлингов в модернизацию заводов, с конечной целью является чисто электрическим брендом к 2030 году.

## Собственники и руководство
- 1948—1967 гг.: Rover Company
- 1967—1968 гг.: Leyland Motors
- 1968—1986 гг.: British Leyland Motor Corporation
- 1986—1988 гг.: Rover Group
- 1988—1994 гг.: British Aerospace
- 1994—2000 гг.: BMW
- 2000—2008 гг.: Ford Motor Company
- С 2008 года: Tata Motors

## Деятельность

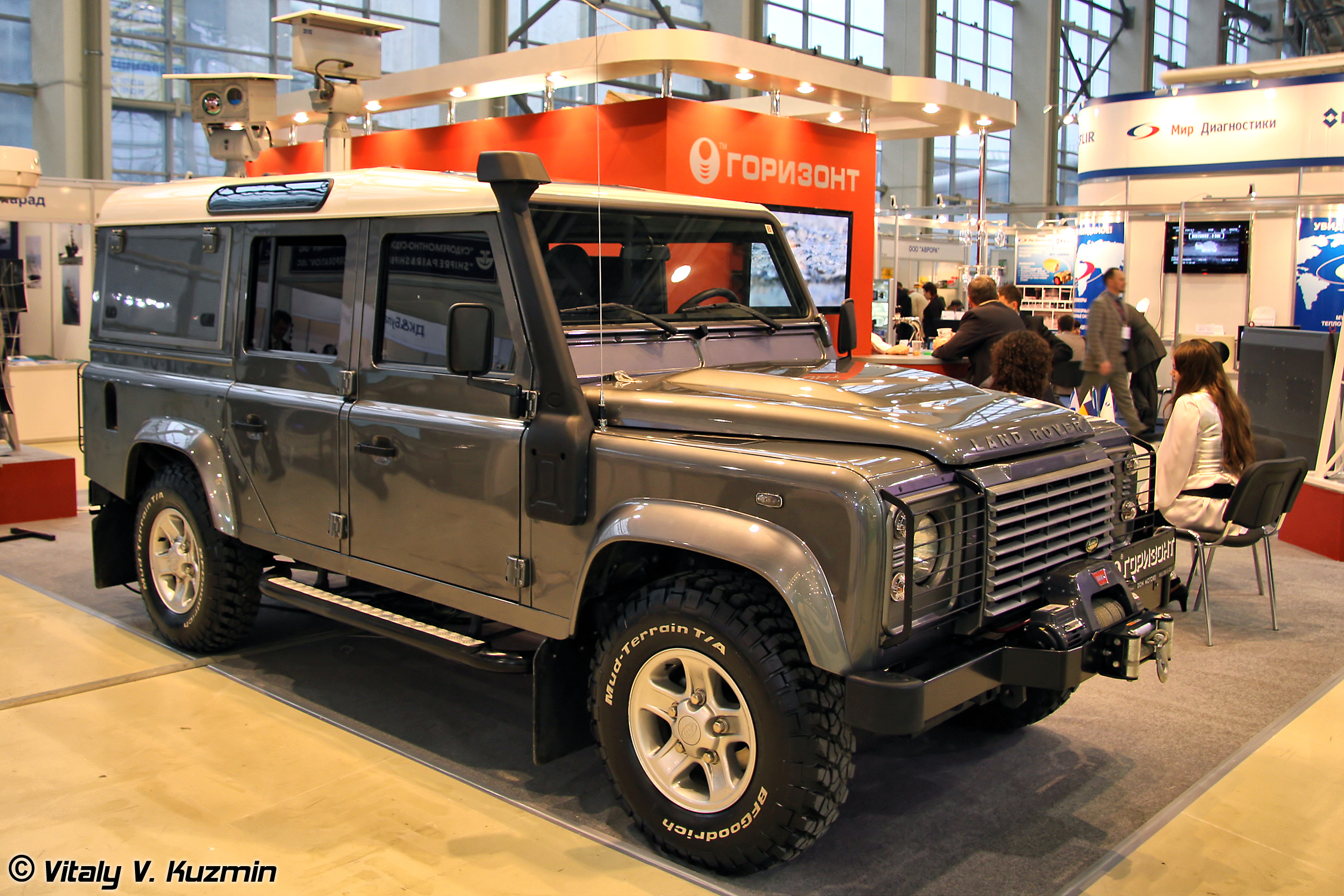
Land Rover Defender

### Land Rover в России
1 июня 2011 года вступил в должность новый генеральный директор Jaguar Land Rover Россия — Франк Виттеманн. Начиная с 2008 года, он возглавлял бизнес Volkswagen в России. Ранее Франк Виттеманн занимался развитием сбыта и стратегическим развитием концерна в штаб-квартире Volkswagen, а с 2000 по 2005 год отвечал за развитие дилерской сети марки Bentley в Европе и, в рамках этой должности, организовал бизнес Bentley в России. Виттеманн подчиняется непосредственно Дмитрию Колчанову, региональному директору по зарубежным рынкам Jaguar Land Rover.

#### Продажи
Продажи новых автомобилей через сеть официальных дилерских центров в России:
| Год  | Defender | Discovery | Discovery Sport | Freelander | Range Rover | Range Rover Evoque | Range Rover Sport | Range Rover Velar | Всего        | Динамика |
| ---- | -------- | --------- | --------------- | ---------- | ----------- | ------------------ | ----------------- | ----------------- | ------------ | -------- |
| 2006 | 284      | 2 714     | —               | 497        | 1 578       | —                  | 1 226             | —                 | 6 299        | ▲ 55 %   |
| 2007 | 619      | 4 343     | —               | 3 215      | 2 232       | —                  | 2 217             | —                 | 12 626       | ▲ 100 %  |
| 2008 | 905      | 4 871     | —               | 8 574      | 2 703       | —                  | 3 380             | —                 | 20 433       | ▲ 62 %   |
| 2009 | 393      | 2 640     | —               | 3 356      | 1 508       | —                  | 1 378             | —                 | 9 275        | ▼ 55 %   |
| 2010 | 349      | 2 347     | —               | 3 946      | 1 785       | —                  | 1 543             | —                 | 9 970        | ▲ 7 %    |
| 2011 | 280      | 2 920     | —               | 4 391      | 2 548       | 1 123              | 1 921             | —                 | 13 183       | ▲ 33 %   |
| 2012 | 356      | 2 888     | —               | 4 737      | 2 214       | 6 588              | 2 260             | —                 | 19 043       | ▲ 44 %   |
| 2013 | 349      | 2 852     | —               | 5 083      | 4 882       | 5 266              | 2 598             | —                 | 21 030       | ▲ 10 %   |
| 2014 | 338      | 2 894     | —               | 5 385      | 4 557       | 4 311              | 3 663             | —                 | 21 148       | ▲ 1 %    |
| 2015 | 120      | 1 476     | 1 630           | 185        | 4 254       | 1 981              | 1 959             | —                 | 11 605       | ▼ 45 %   |
| 2016 | 9        | 2 244     | 2 244           | 8          | 3 701       | 3 701              | 3 701             | —                 | 9 122\|5 962 | ▼ 21 %   |
| 2017 |          | 2 450     | 2 450           |            | 3 919       | 3 919              | 3 919             | 413               | 8 883\|6 782 | ▼ 3 %    |
| 2018 |          |           |                 |            |             |                    |                   |                   | 9 840        | ▲ 11 %   |
| 2019 |          |           |                 |            |             |                    |                   |                   | 8 663        | ▼ 12 %   |
| 2020 |          |           |                 |            |             |                    |                   |                   | 6 411        | ▼ 26 %   |
| 2021 |          |           |                 |            |             |                    |                   |                   | 6 388        | ▼ 0 %    |
| 2022 |          |           |                 |            |             |                    |                   |                   | 1 145        | ▼ 82 %   |

## Модельный ряд
- Land Rover Defender (1948 — наст. время (все поколения))
- Land Rover Discovery
- Land Rover Discovery Sport
- Land Rover Range Rover
- Land Rover Range Rover Evoque
- Land Rover Range Rover Sport
- Land Rover Range Rover Velar